# Puchar Łaciński

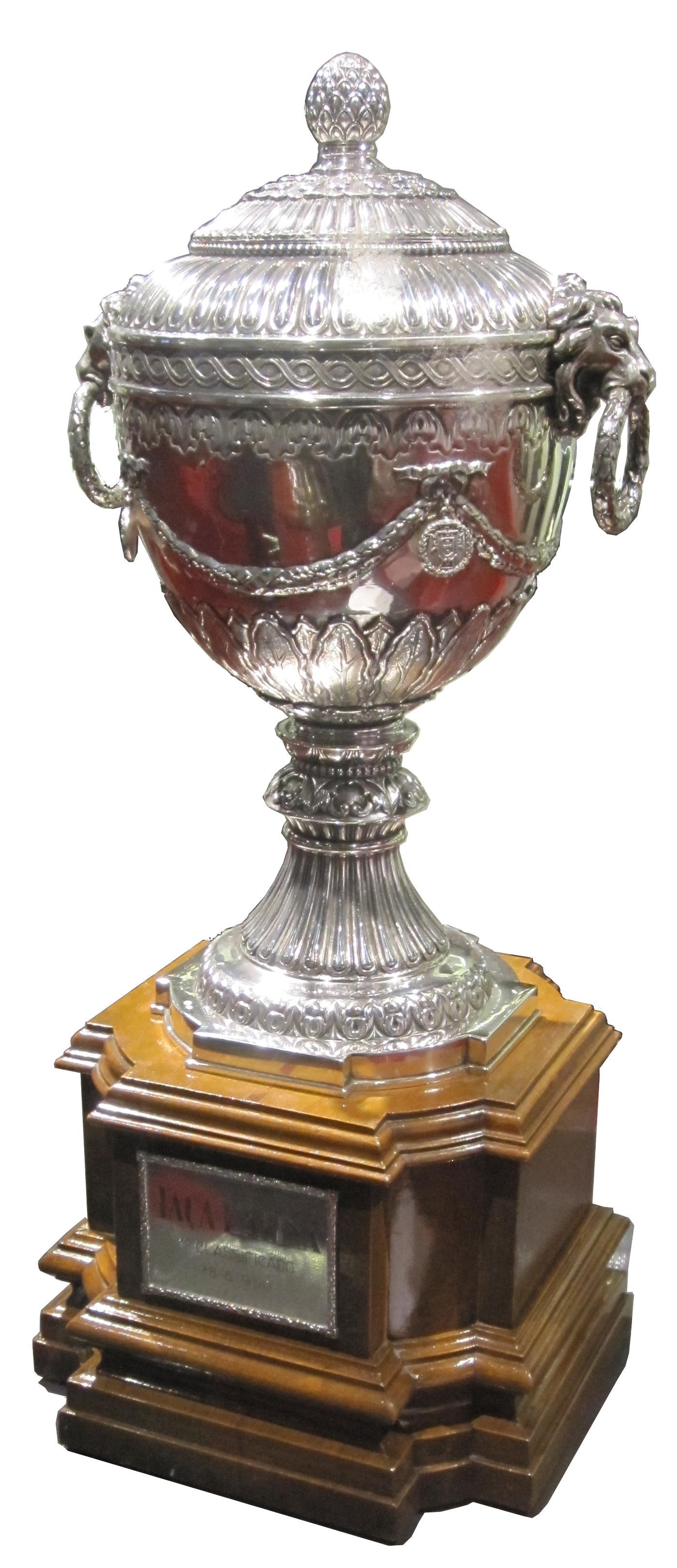

Puchar Łaciński (fr. Coupe Latine; wł. Coppa Latina; port. Taça Latina lub Copa Latina; hiszp. Copa Latina) – międzynarodowy klubowy turniej piłkarski rozgrywany w latach 1949–1957. W turnieju brały udział czołowe zespoły z Francji, Hiszpanii, Portugalii i Włoch. Każda edycja turnieju składała się z dwóch meczów półfinałowych, meczu o 3. miejsce oraz finału. Co roku zmieniał się gospodarz zawodów.
Turniej o Puchar Łaciński był uważany w ówczesnym okresie za najbardziej prestiżowe klubowe rozgrywki międzynarodowe. Ostatnia edycja odbyła się w roku 1957, 2 lata po rozpoczęciu rozgrywek o Puchar Europy.
Dodatkowo, po każdych 4 edycjach ustalany był ranking krajowy (4 punkty za zwycięstwo, 3 za 2. miejsce, 2 za 3. miejsce i 1 za 4. miejsce).

## Finały
| Rok  | Finał                     | Finał                   | Finał              | Trzecie miejsce | Trzecie miejsce | Trzecie miejsce  | Miejsce Turnieju                                         |
| Rok  | Zwycięzca                 | Wynik                   | Finalista          | 3 miejsce       | Wynik           | 4 miejsce        | Miejsce Turnieju                                         |
| ---- | ------------------------- | ----------------------- | ------------------ | --------------- | --------------- | ---------------- | -------------------------------------------------------- |
| 1949 | CF Barcelona              | 2:1                     | Sporting CP        | Torino FC       | 5:3             | Stade de Reims   | Estadio Chamartín, Madryt i Camp de Les Corts, Barcelona |
| 1950 | SL Benfica                | 3:3 (dogr.) 2:1 (dogr.) | Girondins Bordeaux | Atlético Madrid | 2:1             | S.S. Lazio       | Estádio Nacional, Lizbona                                |
| 1951 | A.C. Milan                | 5:0                     | Lille OSC          | Atlético Madryt | 3:1             | Sporting CP      | San Siro, Mediolan i Stadio Olimpico, Turyn              |
| 1952 | CF Barcelona              | 1:0                     | OGC Nice           | Juventus Turyn  | 3:2             | Sporting CP      | Parc des Princes, Paryż                                  |
| 1953 | Stade de Reims            | 3:0                     | A.C. Milan         | Sporting CP     | 4:1             | Valencia CF      | Estádio da Luz, Lizbona i Estádio das Antas, Porto       |
| 1954 | Rozgrywki nie odbyły się. |                         |                    |                 |                 |                  |                                                          |
| 1955 | Real Madryt               | 2:0                     | Stade de Reims     | A.C. Milan      | 3:1             | CF Os Belenenses | Parc des Princes, Paryż                                  |
| 1956 | A.C. Milan                | 2:1                     | Atlético Bilbao    | SL Benfica      | 2:1             | OGC Nice         | San Siro, Mediolan                                       |
| 1957 | Real Madryt               | 1:0                     | SL Benfica         | A.C. Milan      | 4:3             | AS Saint-Étienne | Estadio Santiago Bernabéu, Madryt                        |

## Rankingi krajowe
1949-1952:
1. Hiszpania - 12 pkt.
2. Francja - 10
3. Włochy - 9
4. Portugalia - 9

1953-1957:
1. Hiszpania - 12 pkt.
2. Włochy - 11
3. Francja - 9
4. Portugalia - 8